# San José (Costa Rica)
Pour les articles homonymes, voir San José.
San José est la capitale et la plus grande ville du Costa Rica. Elle est également la capitale de la province de San José. 
Fondée en 1738, la ville devient capitale du Costa Rica en 1823, à la place de Cartago.
La population de la municipalité de San José (canton de San José) était estimée à 333 981 habitants en 2015. Selon les Nations unies, l'agglomération métropolitaine de San José concentrait 1 975 000 habitants en 2009, soit environ 29 % de la population totale du Costa Rica.

## Géographie
La ville est située au centre du pays à 1 200 mètres d'altitude, sur le plateau de la Vallée Centrale. Elle est distante de 130 kilomètres de Puerto Limón sur la côte caribéenne et de 115 kilomètres de Puntarenas sur la côte pacifique.

### Climat
Le climat est tropical de savane avec un hiver sec (Aw d'après la classification de Köppen) : toutes les températures mensuelles moyennes sont supérieures à 18 °C. De plus : la précipitation du mois le plus sec < 60 mm et < [100 - (précipitations annuelles mensuelles)/25]. En effet le mois de janvier est le plus sec avec 6,3 mm et < (100-1 971,0 mm / 25) soit 21,16.
| Mois                              | jan. | fév. | mars | avril | mai   | juin  | jui.  | août  | sep.  | oct.  | nov.  | déc. | année |
| --------------------------------- | ---- | ---- | ---- | ----- | ----- | ----- | ----- | ----- | ----- | ----- | ----- | ---- | ----- |
| Température minimale moyenne (°C) | 17,4 | 17,2 | 17,6 | 18    | 18,1  | 17,9  | 18,2  | 17,7  | 17,4  | 17,4  | 17,4  | 17,4 | 17,64 |
| Température moyenne (°C)          | 21,8 | 22,2 | 22,8 | 23    | 22,2  | 21,7  | 22    | 21,8  | 21,3  | 21,2  | 21,6  | 21,8 | 21,95 |
| Température maximale moyenne (°C) | 27,9 | 28,6 | 29,6 | 29,6  | 28,5  | 27,5  | 27,7  | 27,7  | 27,2  | 27    | 27,1  | 27,7 | 28,01 |
| Précipitations (mm)               | 6,3  | 10,2 | 13,8 | 79,9  | 267,6 | 280,1 | 181,5 | 276,9 | 355,1 | 330,6 | 135,5 | 33,5 | 1 971 |

| Diagramme climatique                                  |              |              |            |               |               |               |               |               |             |               |              |
| J                                                     | F            | M            | A          | M             | J             | J             | A             | S             | O           | N             | D            |
| 27,917,46,3                                           | 28,617,210,2 | 29,617,613,8 | 29,61879,9 | 28,518,1267,6 | 27,517,9280,1 | 27,718,2181,5 | 27,717,7276,9 | 27,217,4355,1 | 2717,4330,6 | 27,117,4135,5 | 27,717,433,5 |
| Moyennes : • Temp. maxi et mini °C • Précipitation mm |              |              |            |               |               |               |               |               |             |               |              |

## Histoire

### Devise et héraldique
La devise de San José, qui figure sur son blason, est Ad melioram, signifiant littéralement Au mieux, ou Vers le progrès.
Le blason est composé d'un écu avec une étoile d'argent sur champ d'azur, évoquant les premières armoiries du Costa Rica, et une bordure rouge afin que l'écu comporte les trois couleurs nationales. Des ornements extérieurs figurent sous l'écu: deux branches de caféier en fruit entrelacées rappelant que San José fut le berceau de cette culture. En haut, une devise d'or où figure Ad melioram en lettres d'azur, indiquant l'esprit progressiste de la ville.

### Dix-huitième siècle
La construction d'un ermitage en 1737, sur le site connu comme la Boca del Monte, fut déterminante dans la consolidation postérieure de la localité. En 1738, elle fut bénite et consacrée à José, Joseph, l'époux de Marie selon la Bible.
En 1776, une nouvelle église en adobe fut construite, devenue au fil du temps la cathédrale métropolitaine Saint-Joseph. En 1783, un recensement révèle que la Boca del Monte comptait 4 869 habitants dont 577 espagnols, 3 664 métisses et 628 mulâtres résidant dans le centre, les quartiers et localités voisines.

### Dix-neuvième siècle
San José devient la capitale du Costa Rica en 1823. En effet, Cartago, qui est jusqu'alors la capitale, a apporté son soutien à une adhésion à l'Empire mexicain prôné par le général Iturbide et c'est donc logiquement qu'elle est destituée de son statut après la victoire des indépendantistes commandes par Gregorio José Ramírez en 1823 à lors de la bataille d'Ochomogo, aux côtés desquels s'etaient rangés les provinces de San José et Alajuela, contre celles de Cartago et Heredia.

## Administration
Le maire actuel de la ville est Johnny Araya Monge, membre du Parti Libération nationale auquel appartient également le Président Óscar Arias Sánchez. Johnny Araya fut candidat pour représenter le PLN lors des élections présidentielles de 2010, mais c'est Laura Chinchilla Miranda, ancienne Première Vice-présidente, qui fut désignée.

## Démographie
Population du canton de San José aux derniers recensements :
| 1973    | 1984    | 2000    |
| ------- | ------- | ------- |
| 215 441 | 241 464 | 309 672 |

Selon l'INEC, la population du canton de San José au 30 juin 2008 est estimée à 352 366 habitants.
Les Josefinos, habitants de San José, surnomment leur ville Chepe (pour José).

## Bâtiments

### Musées
- Musée de l'Or précolombien : il constitue certainement l'un des plus beaux joyaux de l'Amérique latine avec ceux de Bogota en Colombie et de Lima au Pérou.
- Musée du Jade : c'est la plus grande collection de jade précolombienne du continent américain.
- Musée national du Costa Rica : il est la mémoire du pays ; on y trouve notamment une salle consacrée à la civilisation costaricienne qui raconte l'histoire du pays et une salle qui rend hommage au Prix Nobel de la Paix reçu par le Président Oscar Arias Sanchez en 1987. Le musée contient aussi de nombreuses pièces d'art sacré et des objets précolombiens.
- Musée La Salle des Sciences Naturelles : Plus de 70 000 pièces en exposition se trouvent dans les différentes collections qui recouvrent les sujets suivants : paléontologie, géologie, malacologie, invertébrés, ornithologie et entomologie.
- Musée de l’art costaricien : principale institution consacrée à la conservation, exhibition et promotion des arts plastiques du Costa Rica.

### Édifices civils
- Le Théâtre National du Costa Rica est probablement l'édifice dont les Costariciens sont le plus fiers. Dans cette salle de spectacle, la plus grande du pays, ont lieu les plus importants événements de la nation. Inauguré en 1897, le théâtre national fut construit parce que, sept ans plus tôt, une célèbre cantatrice dut renoncer à donner une représentation faute d'un lieu approprié. Il fut entièrement restauré après le tremblement de terre de 1992.
- La Esmeralda à San José est le lieu où les hommes viennent chercher les trios ou les mariachis pour donner la sérénade à leur femme ou fiancée. À partir de 23 heures, il est possible d'y profiter de la musique jouée par les trios qui attendent les clients.
- L'Édifice Métallique (Edificio Metálico), conçu par l'architecte belge Charles Thirion, siège de l'école Buenaventura Corrales.

### Édifices religieux
- Cathédrale métropolitaine Saint-Joseph (Catedrál Metropolitana).
- Église de la Grâce (Iglesia La Merced).
- Église de la Solitude (Iglesia La Soledad).
- Sanctuaire du Doux-Nom-de-Jésus.
- Sanctuaire du Sacré-Cœur-de-Jésus, reconnu sanctuaire national par la Conférence épiscopale du Costa Rica depuis 2007[4].

### Divers
- Parmi les quartiers de San José, Barrio Amon et Barrio Otoya sont parmi les plus anciens.  Le parc zoologique Simón Bolívar, se trouve entre les deux et contient des magnifiques arbres centenaires.
- Le Mercado Central et le Mercado Borbon proposent fruits et légumes, objets en cuir en bois.
- Le parc métropolitain La Sabana. C'est le plus grand parc urbain du pays, considéré comme le poumon de la capitale.
- Art des rues à San José
- Plantation de tabac El Septimo[5].

## Transports

### Transports aériens
- Aéroport international Juan-Santamaría
- Aéroport Tobías-Bolaños

### Transports routiers
San José est situé sur l'itinéraire de la route panaméricaine.

## Personnalités nées à San José
- Carmen Lyra (1887-1949), pédagogue et femme politique, considérée la plus grande écrivaine du Costa Rica.
- Ana Rosa Chacón (1889-1985), féministe et femme politique costaricienne.
- Francisco Amighetti (1907-1998), peintre et xylographe.
- Alex Curling (1908-1987), avocat et homme politique.
- Julieta Dobles (née en 1943), poétesse.
- José María Figueres Olsen (né en 1954), personnalité politique costaricienne.
- Floribeth Mora Diaz (née en 1963), miraculée de saint Jean-Paul II.
- Silvia Hernández Sánchez (née en 1976), économiste et femme politique costaricienne.

## Galerie de photos

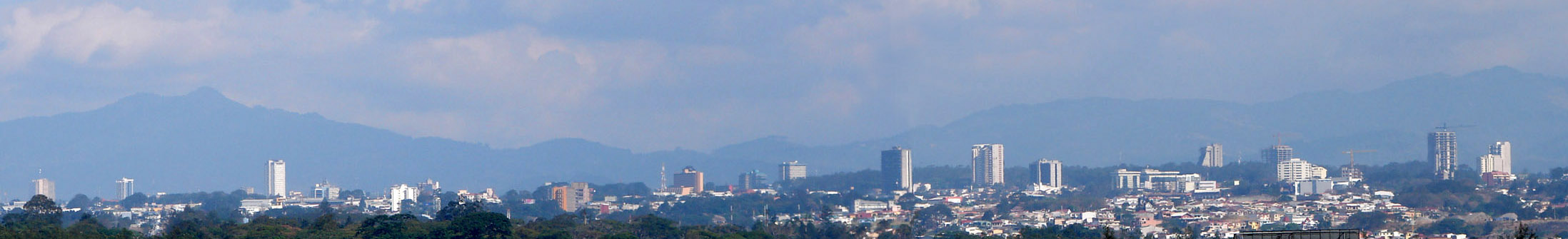
Vue panoramique de San José.

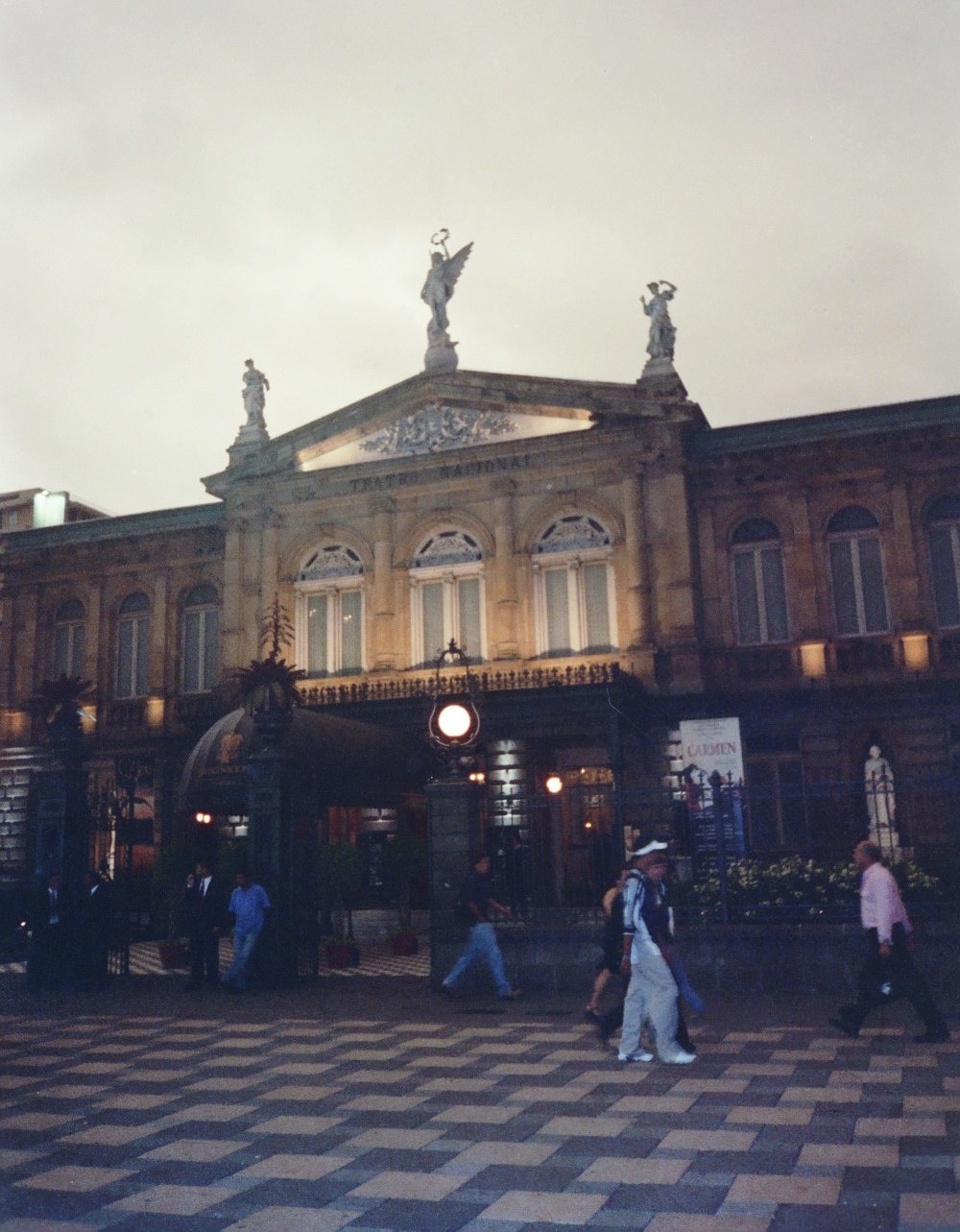
Le Théâtre national.
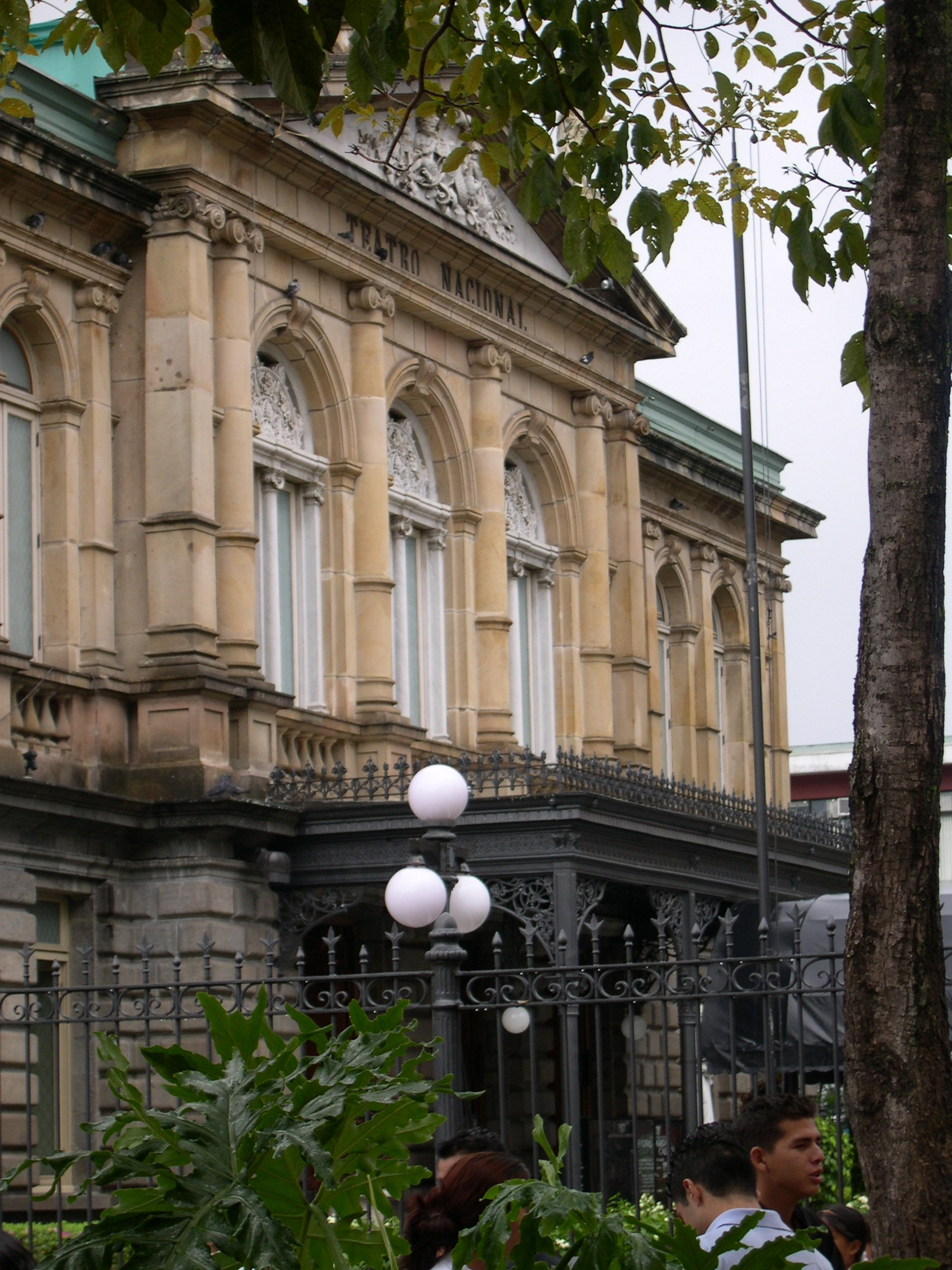
Le Théâtre national.
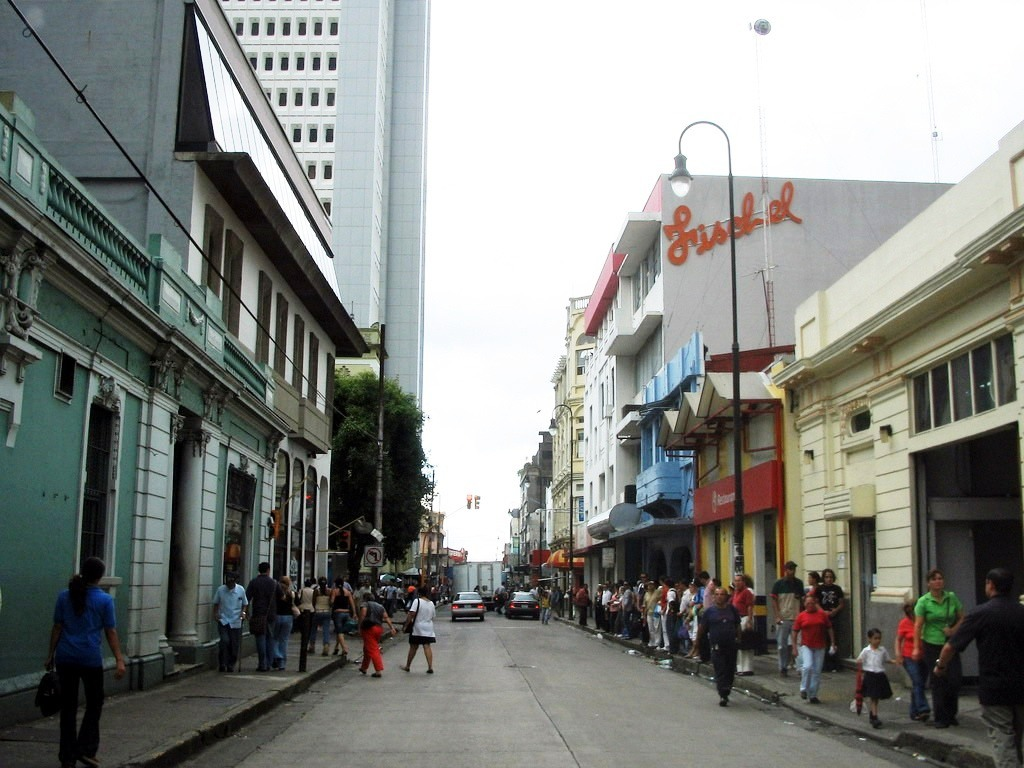
Une rue du centre-ville.
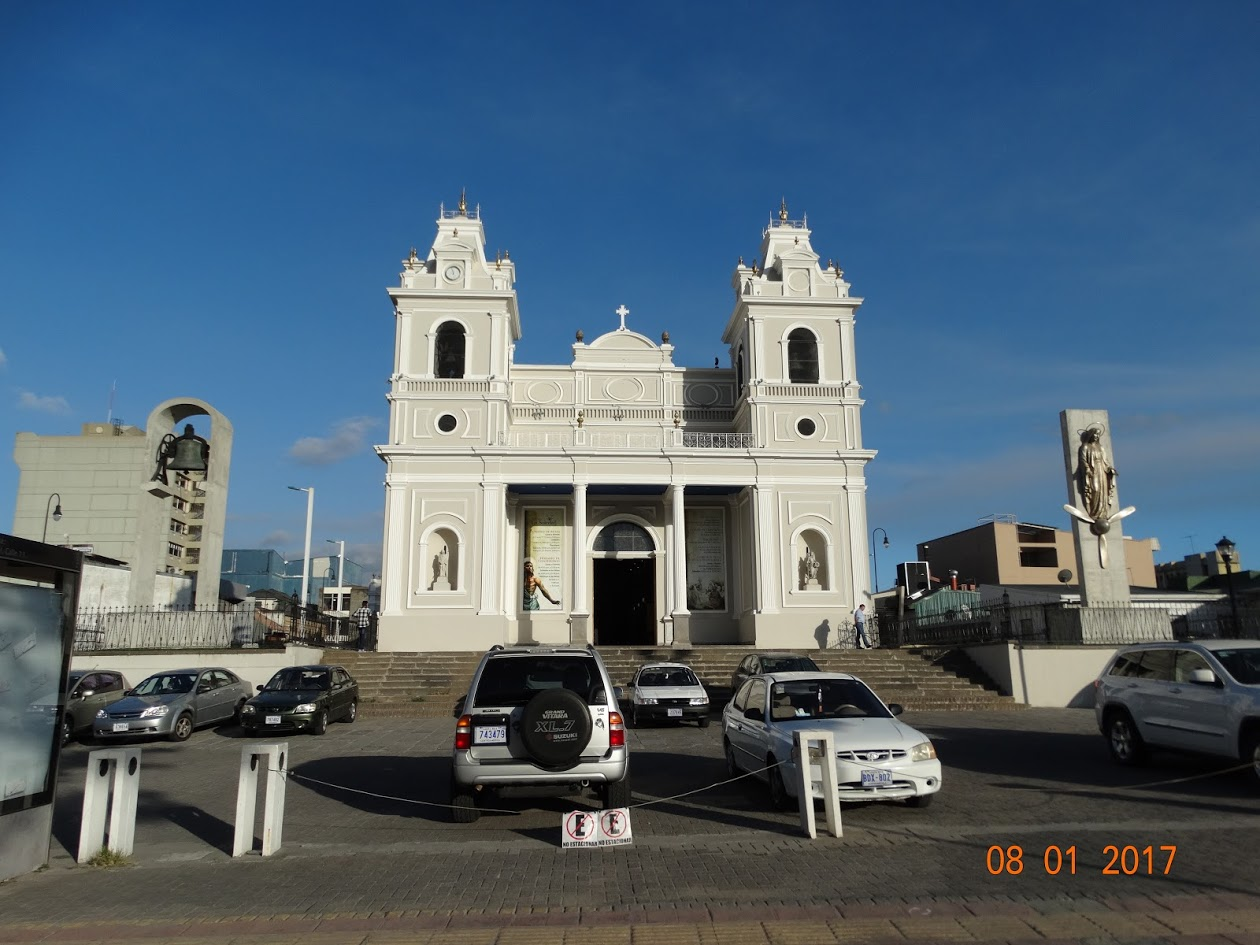
Iglesia La Soledad.
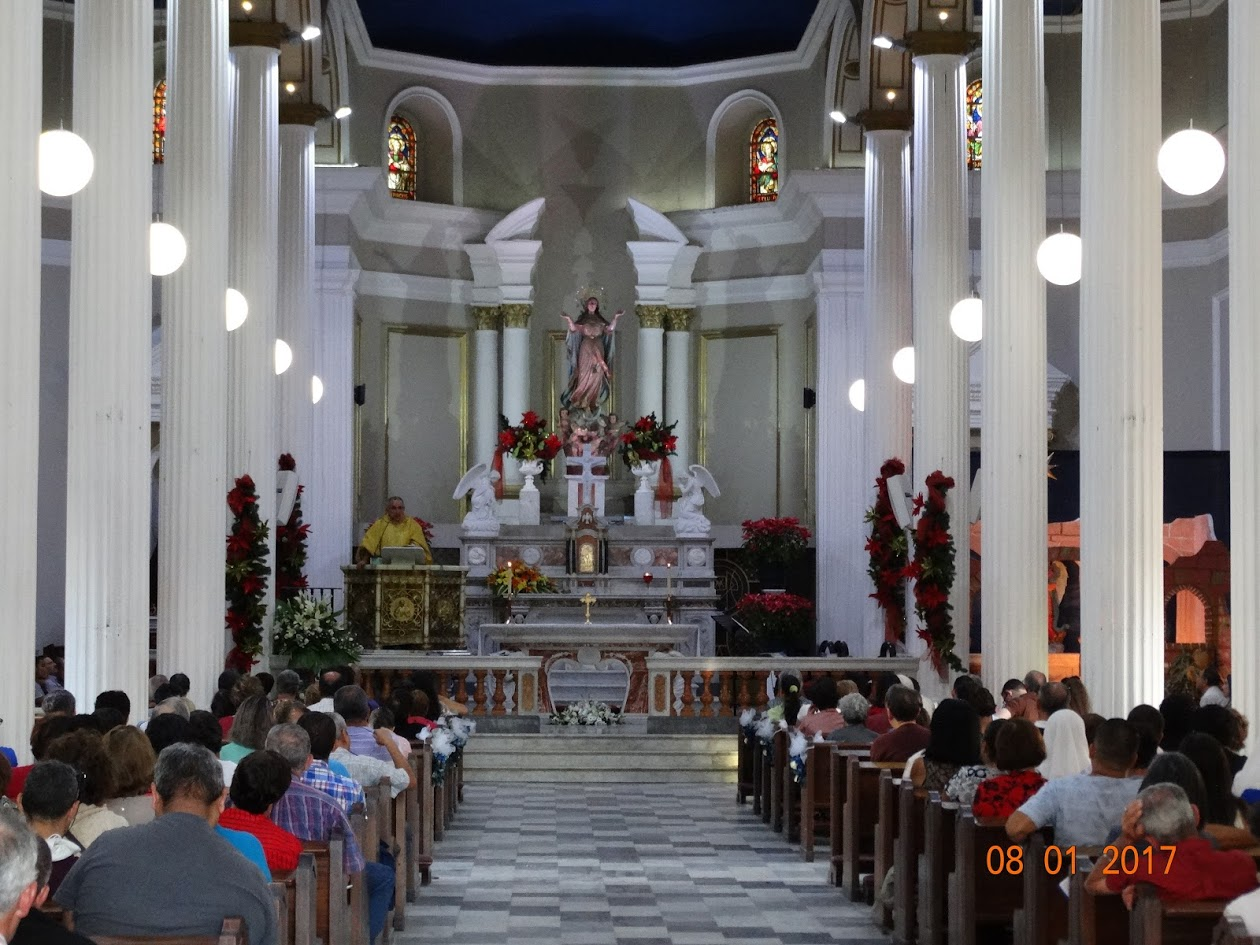
Iglesia La Soledad, autel.

## Jumelage
La ville de San José est jumelée avec :
| Ville | Ville               | Pays | Pays                         | Période     |
| ----- | ------------------- | ---- | ---------------------------- | ----------- |
|       | Ahuachapán          |      | Salvador                     |             |
|       | Chimbote            |      | Pérou                        |             |
|       | comté de Miami-Dade |      | États-Unis                   |             |
|       | Guatemala           |      | Guatemala                    |             |
|       | Huancayo            |      | Pérou                        |             |
|       | Jayapura            |      | Indonésie                    |             |
|       | Juliaca             |      | Pérou                        |             |
|       | Kfar Saba           |      | Israël                       |             |
|       | Lima                |      | Pérou                        |             |
|       | Madrid              |      | Espagne                      |             |
|       | Maracay             |      | Venezuela                    |             |
|       | Okayama             |      | Japon                        |             |
|       | Pékin               |      | Chine                        |             |
|       | Quetzaltenango      |      | Guatemala                    |             |
|       | Rio de Janeiro      |      | Brésil                       |             |
|       | Saint-Domingue      |      | République dominicaine       |             |
|       | Saltillo            |      | Mexique                      |             |
|       | San José            |      | États-Unis                   |             |
|       | San Pedro Sula      |      | Honduras                     |             |
|       | Santiago            |      | Chili                        |             |
|       | Taipei              |      | République de Chine (Taïwan) | depuis 1984 |